# Iuliu Todorescu
Iuliu Todorescu, în maghiară Gyula Todoreszku, (n. 16 august 1866, Pesta - d. 27 noiembrie 1919, Budapesta) a fost un proprietar funciar, bibliotecar și colecționar de cărți. A lăsat în urmă o colecție de carte veche, care constă din tipărituri publicate în Ungaria înainte de 1711 și o serie de cărți rare. După moartea sa, prețioasa sa colecție a devenit proprietatea Bibliotecii Naționale Széchényi.
Fragmentul Todorescu îi poartă numele.

## Viața

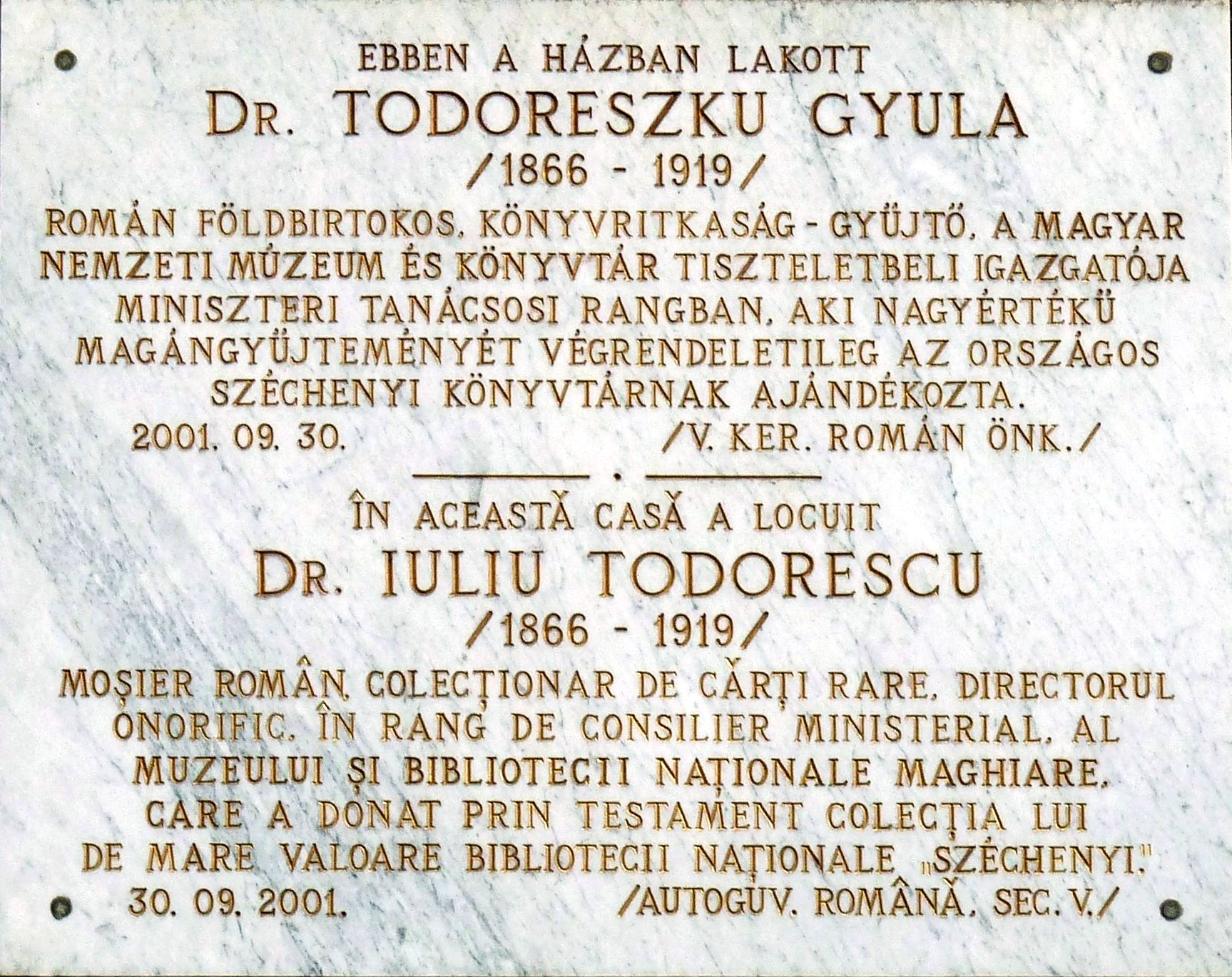
Placă memorială la fosta reședință (Budapesta, Sector VIII, Népszínház utca 36)

Tatăl său de origine română, Paul Todorescu, a ajuns în Ungaria la vârsta de 13 ani. Ca negustor, a făcut avere, pe care a investit-o în locuințe și moșii. Soția sa maghiară a născut trei fii, dar numai Iuliu a ajuns la vârsta maturității. A fost dus la Schnepfenthal, Germania, pentru a învăța limba. Pe lângă germană, a învățat franceză și engleză. Studiile gimnaziale le-a terminat în Ungaria, făcând apoi studii juridice la Budapesta, devenind doctor jurist în 1892. A călătorit mult și a petrecut mai mult timp la Paris, iar aceste călătorii au contribuit foarte mult la dezvoltarea culturii sale europene și a orizontului său larg. În 1915 s-a căsătorit cu doamna de companie a mamei sale, Aranka Horváth (1885–1938). Soția sa i-a susținut pasiunea de colecționare, iar dimensiunea bibliotecii lor poate fi măsurată doar prin cele ale contelui Ferenc Széchényi și ale contelui Sándor Apponyi. Căsătoria lui cu Aranka Horváth n-a fost de lungă durată, deoarece Iuliu Todorescu a murit la 29 noiembrie 1919, după o lungă boală.

## Opera
La început a vrut să adune toate cărțile maghiare, dar când și-a dat seama că acest lucru este imposibil, a decis să colectioneze tipăriturile în limba maghiară sau din Ungaria publicate înainte de 1711. E posibil ca lucrarea bibliografică a lui Károly Szabó Régi magyar könyvtár (Vechea bibliotecă maghiară) să fi avut o mare influență asupra pasiunii sale pentru colecția de cărți. Odată cu publicarea lucrării, interesul pentru vechile tipărituri maghiare a crescut și a început un mare val de colecție. Cererea pentru cărți maghiare a crescut, dar numărul acestora a fost foarte mic de la început, astfel că oferta a devenit din ce în ce mai rară. Fiind un colecționar pasionat, Todorescu a cercetat noi comori în arhive, biserici din Slovacia și din Transilvania și parohiile acestora. De asemenea, a avut contacte extinse cu vânzătorii de cărți și antichități din țară și din străinătate.
Bibliofil pasionat, si-a asumat munca meticuloasă de a curăța cărțile. Pasiunea lui pentru colecționare a inclus și străduința pentru completitudine. Dacă a obținut mai multe exemplare trunchiate ale aceleiași lucrări, a încercat să alcătuiască una completă dintre ele. El a completat unele exemplarele trunchiate cu copii din editii complete împrumutate copii care erau înșelător de asemănătoare cu originalul. Todorescu a oferit vechilor tipărituri maghiare legături durabile. Unele dintre acestea au fost executate pe baza legăturilor originale din colecția sa, altele reprezinta lucrări ale Art Nouveau maghiare. De asemenea, a selectat el insusi materialele și uneltele necesare pentru muncă.

### Colecția

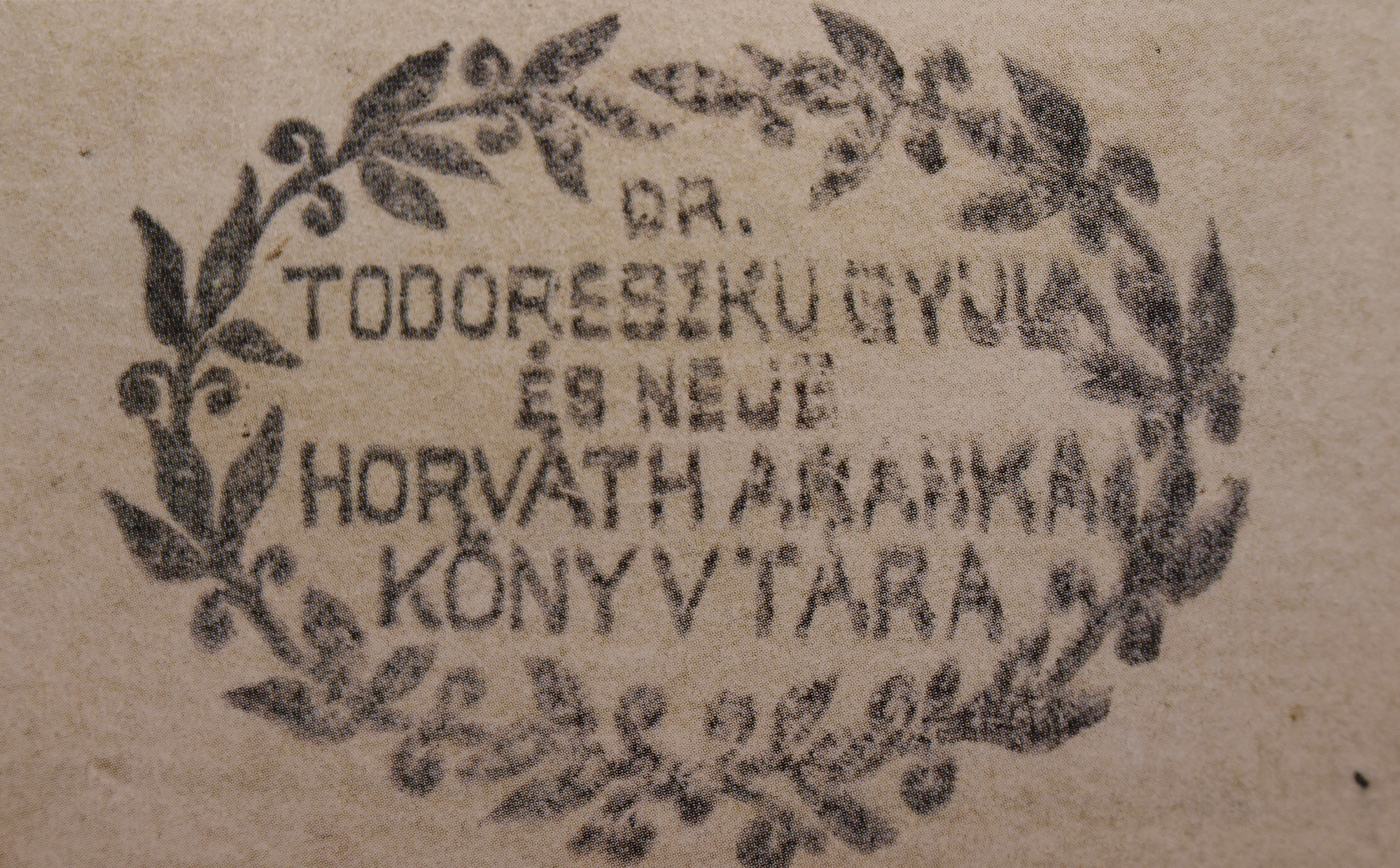
Ex libris al lui Gyula Todoreszku și soției sale

Colecția sa cuprindea 635 de lucrări în limba maghiară, 535 de lucrări în limbi străine tipărite în Ungaria și 81 de lucrări publicate în străinătate de autori maghiari înainte de 1711. Aproape 200 de lucrări din bibliografia lui Károly Szabó nu au fost incluse. Din secolele 18–19 colecția conținea aproape 1.000 de volume de tipărituri maghiare. În biblioteca sa se află 44 de incunabule străine, 26 de manuscrise vechi maghiare, si tiparituri rare straine din secolele 16-19. De mare valoare sunt cele 83 de tiparituri române, sârbe și rutene din secolele 15–19. Partea principală o constituie opere publicate în Ungaria sau publicate în străinatate de autori maghiari din secolele 16–17. O mare valoare reprezintă și incunabule străine, de exemplu este lucrarea filozofului medieval Boethius De Consoliatione Philosophiae, publicată la Köln în 1481. În Ungaria doar biblioteca și centrul de informare al Academiei Maghiare de Științe se află în posesia acestei ediții.

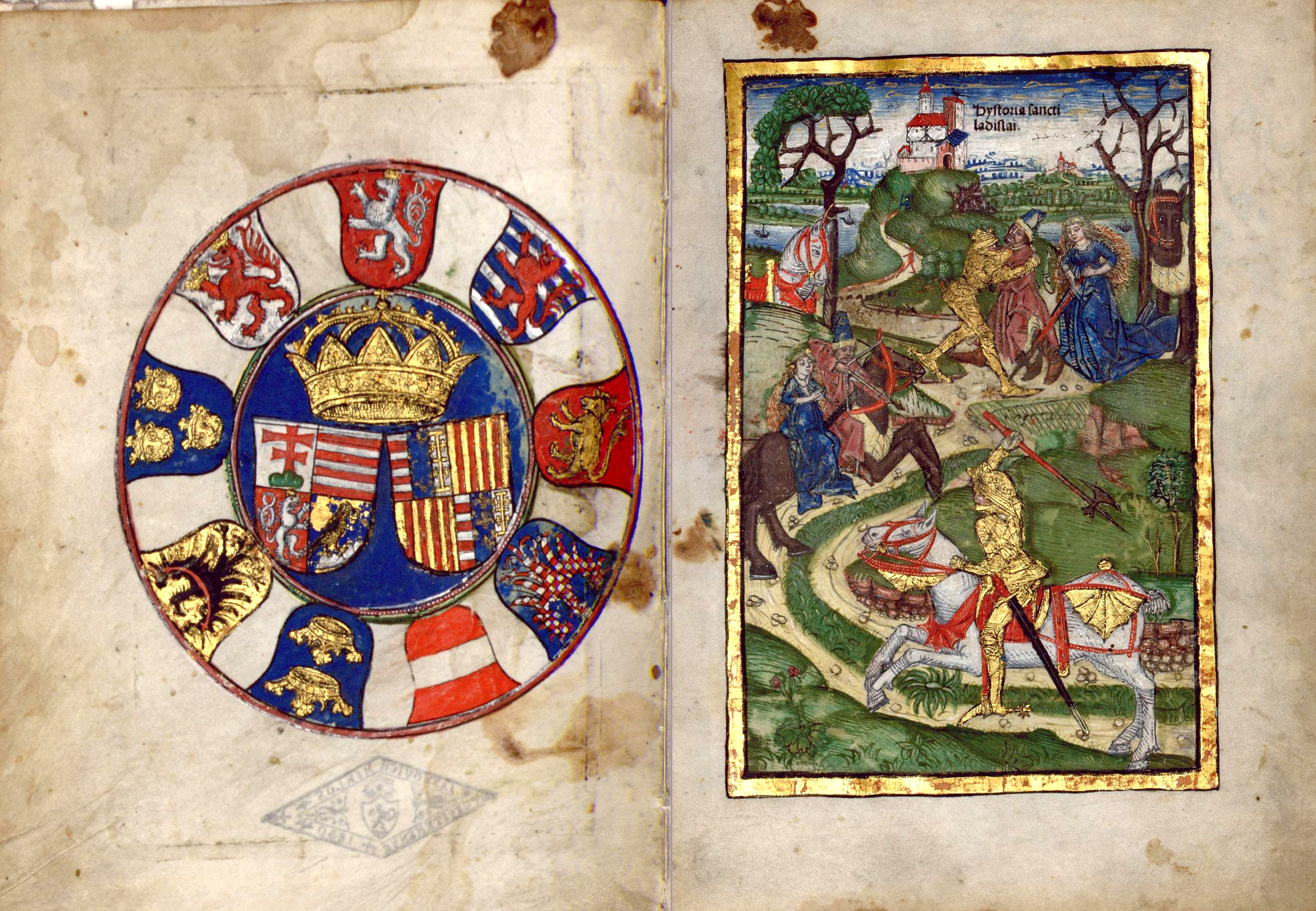
Primele două pagini ale cronicii lui János Thuróczy

Exemplare importante ale colecției sunt Cronica lui Sebestyén Tinódi Lantos (Cluj, 1554), Chronica Hungarorum a lui János Thuróczi (Brno, Augsburg, 1488), traducerea Noului Testament efectuată de János Sylvester (Sárvár, 1541), diverse calendare, mai multe dicționare Calepinus. În colecția lui se găsește Enciclopedia maghiară de János Apáczai Csere, tipărită în Utrecht în 1655. Colecția cuprindea o bogată bibliotecă auxiliară, arătând că colecționarul amator, entuziasmat de frumoasele cărți vechi, devenise bibliograf savant.

### Posteritate
Gyula Todoreszku nu a lăsat testament. Datorită văduvei sale, colecția sa neprețuită a fost transferată la Biblioteca Națională Széchényi. Potrivit scrisorii de donație din 6 ianuarie 1920, colecția a fost depusă la Biblioteca Națională ca depozit pentru eternitate. Exemplarele unice au fost publicate in revista Magyar Könyvszemle, iar catalogul colectiei a fost întocmit de catre Viktor Akantisz în 1922.